# Теорія гегемонної стабільності
Теорія гегемонної стабільності ( ТГС ) — це теорія міжнародних відносин, що ґрунтується на дослідженнях у галузях політології, економіки та історії . ТГС вказує на те, що міжнародна система має більше шансів залишатися стабільною, коли одна держава є домінуючою світовою силою або гегемоном .  Таким чином, кінець гегемонії зменшує стабільність міжнародної системи. Як доказ стабільності гегемонії, прихильники ТГС часто вказують на Pax Britannica та Pax Americana, а також на нестабільність до Першої світової війни (коли британська гегемонія занепадала) та нестабільність міжвоєнного періоду (коли американський гегемон зменшив свою присутність у світовій політиці).  
Ключові механізми теорії гегемоністської стабільності обертаються навколо надання суспільних благ: для вирішення проблем колективних дій щодо суспільних благ необхідний потужний актор, який готовий і здатний взяти на себе непропорційну частку надання суспільних благ. Гегемоністська стабільність може передбачати самопідсилюючу співпрацю, оскільки в інтересах гегемона надавати суспільні блага, а в інтересах інших держав — підтримувати міжнародний порядок, з якого вони отримують суспільні блага    

## Початковий етап розвиток
Чарльз Кіндлбергер є одним з вчених, які найбільш тісно пов'язані з ТГС; коментатори, такі як Бенджамін Коен, вважають його засновником теорії та найвпливовішим її прихильником. У своїй книзі 1973 року «Світ у депресії: 1929-1939» Кіндельбергер стверджував, що економічний хаос між Першою та Другою світовими війнами, який призвів до Великої депресії, частково був пов'язаний з відсутністю світового лідера з домінуючою економікою. Однак міркування Кіндлбергера стосувалися не лише економіки: центральна ідея TГС передбачає, що стабільність глобальної системи в плані політики, міжнародного права тощо залежить від гегемона, який розробляє та забезпечує дотримання правил цієї системи. Іншими ключовими фігурами в розвитку теорії гегемоністської стабільності є Роберт Гілпін та Стівен Краснер.
У своїй головній праці Гілпін теоретизує світову історію як імперські цикли до пізньої модерності та наступність гегемоній у пізній модерності, коли спочатку Велика Британія, а потім США стабілізували міжнародну систему.  Гілпін виступає проти теорії балансу та рівноваги сил. Він стверджує, що система природно рухається до рівноваги. З глобальної війни або «гегемоністської війни» виходить новий гегемон, який створює і підтримує новий світовий порядок зі своїми власними преференціями. Це частково досягається шляхом надання суспільних благ. У випадку гегемонії Сполучених Штатів після 1945 року були зроблені спроби ініціювати стабільну валюту за допомогою Міжнародного валютного фонду, Бреттон-Вудської системи, створення Світового банку, безпекових альянсів (таких як НАТО) та демократизації.
Гілпін також стверджує, що в глобальній системі чим більш рішучою є перемога після «гегемоністської війни», тим стабільнішою буде нова система. Він погоджується з думкою Пола Кеннеді про «імперіалістичне перенапруження» як одну з причин падіння гегемонів. Гілпін додає, що всі гегемони неминуче падають, оскільки на певному етапі експансія перевищує вигоди, розподіл влади в системі змінюється, а інші держави піднімаються і кидають виклик гегемону. Зрештою, незадоволена велика держава, яка наближається до могутності поточного гегемона, спричинить нову глобальну війну, і цикл повториться. 
Роберт Кіохане ввів термін «теорія гегемоністської стабільності» у статті 1980 року. У своїй книзі «Після гегемонії» (After Hegemony), опублікованій у 1984 році, Кіохане використовував ідеї нової інституціональної економіки, щоб довести, що міжнародна система може залишатися стабільною за відсутності гегемона, тим самим ставлячи під сумнів теорію гегемонічної стабільності. Робота Джона Раггі про вбудований лібералізм також кинула виклик теорії гегемонічної стабільності. Він стверджував, що міжнародний порядок після Другої світової війни утримувався не лише матеріальною силою, а й «легітимною соціальною метою», за допомогою якої уряди створювали підтримку міжнародного порядку через соціальну політику, що пом'якшувала негативні наслідки глобалізації. Джон Ікенберрі стверджує, що гегемонія не є передумовою міжнародної стабільності, вказуючи на залежність від шляху розвитку та «жорсткість» інститутів. 

## Атрибути гегемонії
Щоб досягти статусу гегемона, держава повинна взяти на себе зобов'язання в різних сферах. На думку американського стратега Крістофера Лейна, гегемоністські держави мають п'ять визначальних атрибутів:
Переважна військова сила необхідна для створення нових міжнародних законів і організацій.
Острівне розташування забезпечує додаткову безпеку та можливість розгортання військових сил, хоча в деяких випадках гегемони не були острівними або півострівними державами. Наприклад, Сполучені Штати Америки стали фактично островом. Вони мають два величезні узбережжя, а їхні сусіди є давніми союзниками, що відрізняє їх від інших великих держав. Ядерна зброя та переважаючі повітряні сили сприяють національній безпеці.
Велика і зростаюча економіка. Зазвичай необхідна беззаперечна перевага принаймні в одному провідному економічному або технологічному секторі. Військова та економічна потужність складають здатність дотримуватися правил системи.
Бажання лідирувати та встановити гегемоністський режим шляхом дотримання правил системи. Після Першої світової війни Сполучені Штати мали здатність до лідерства, але не мали волі до цього. Без волі до забезпечення стабільності в міжнародній системі Сполучені Штати втратили можливість запобігти початку Великої депресії або Другої світової війни.
Гегемон повинен бути відданий системі, яка має сприйматися іншими великими державами та важливими державними акторами як взаємовигідна.

## Конкуруючі теорії гегемоністської стабільності
Дослідження гегемонії можна розділити на дві школи думки: реалістичну школу та системну школу. Кожна школа може бути додатково поділена на підшколи. З кожної школи виокремилися дві домінуючі теорії. Теорія, яку Роберт Кіохане вперше назвав «теорією гегемонічної стабільності», разом із теорією переходу влади А. Ф. К. Органського є двома домінуючими підходами реалістичної школи. Теорія довгого циклу, яку підтримує Джордж Модельський, та теорія світових систем, яку підтримує Іммануїл Валлерстайн, стали двома домінуючими підходами системної школи.

### Системна школа думки
За словами Томаса Дж. Маккорміка, вчені та інші експерти системної школи визначають гегемонію «як володіння єдиною державою «одночасною вищою економічною ефективністю у виробництві, торгівлі та фінансах». Крім того, вища позиція гегемона вважається логічним наслідком вигідного географічного положення, технологічних інновацій, ідеології, вищих ресурсів та інших факторів. 

#### Теорія довгих циклів
Джордж Модельський, який виклав свої ідеї в книзі «Довгі цикли у світовій політиці» (1987), є головним архітектором теорії довгих циклів. Коротко кажучи, теорія довгих циклів описує зв'язок між циклами воєн, економічною перевагою та політичними аспектами світового лідерства.
Довгі цикли, або довгі хвилі, пропонують цікаві перспективи глобальної політики, дозволяючи «ретельно дослідити способи, якими повторювалися світові війни, і як провідні держави, такі як Велика Британія та США, послідовно змінювали одна одну». Не слід плутати з ідеєю довгих циклів, або довгих коливань, Сімона Кузнеца, довгі цикли глобальної політики є моделями минулої світової політики. 
За словами доктора Дена Кокса, довгий цикл — це період часу, що триває приблизно від 70 до 100 років. Наприкінці цього періоду «титул найпотужнішої держави світу переходить до інших рук». Модельський поділяє довгий цикл на чотири фази. Якщо врахувати періоди глобальних воєн, які можуть тривати до чверті всього довгого циклу, цикл може тривати від 87 до 122 років.
Багато традиційних теорій міжнародних відносин, включаючи інші підходи до гегемонії, вважають, що базовою природою міжнародної системи є анархія. Однак теорія довгого циклу Модельського стверджує, що війни та інші дестабілізуючі події є природним продуктом довгого циклу та більшого циклу глобальної системи. Вони є частиною живих процесів глобальної політики та соціального порядку. Війни є «системними рішеннями», які «регулярно розмежовують рух системи». Оскільки «світова політика не є випадковим процесом удачі чи невдачі, перемоги чи поразки, що залежить від везіння чи грубої сили учасників», анархія просто не відіграє жодної ролі. Зрештою, протягом останніх п'яти століть довгі цикли забезпечували засоби для послідовного відбору та діяльності численних світових лідерів.
Модельський раніше вважав, що довгі цикли є продуктом сучасної епохи. Він припускає, що п'ять довгих циклів, які відбулися приблизно з 1500 року, є частиною більшого глобального системного циклу, або сучасної світової системи.
Згідно з теорією довгих циклів, відбулося п'ять гегемоністських довгих циклів, кожен з яких тісно пов'язаний з економічними хвилями Кондратьєва (або K-хвилями). Першим гегемоном була Португалія в XVI столітті, потім Нідерланди в XVII столітті. Далі двічі гегемоном була Велика Британія, спочатку в XVIII столітті, потім у XIX столітті. З кінця Другої світової війни гегемоном є Сполучені Штати.
Традиційний погляд на теорію довгих циклів дещо еволюціонував, оскільки Модельський тепер вважає, що Північна і Південна Сунська Китай, Венеція і Генуя були домінуючими економічними потугами під час середньовічних довгих циклів. Однак він не класифікує жодну з цих держав як світові держави. Лише після того, як Португалія здобула гегемонію після 1500 року, було зроблено таке розрізнення.

### Інші погляди на гегемонічну стабільність

#### Неореалістична інтерпретація
Неореалісти останнім часом зосереджують увагу на цій теорії, головним її прихильником є Джон Дж. Міршаймер, який намагається включити її в «офензивний реалізм».  У своїй книзі «Трагедія великодержавної політики» Міршаймер описує, як анархічна система, яку підтримують неореалісти (див. оригінальну теорію Кеннета Уолтза), породжує держави, спраглі влади, кожна з яких намагатиметься встановити себе регіональним і глобальним гегемоном. Система створюється, формується і підтримується за допомогою примусу. Гегемон почне підривати інститут, коли це не відповідатиме його інтересам. З занепадом гегемона система впадає в нестабільність.

#### Класична ліберальна інтерпретація
Вона мотивована просвітленим власним інтересом; гегемон бере на себе витрати, оскільки це вигідно для всіх учасників, тим самим створюючи стабільність у системі, що також відповідає інтересам усіх учасників.

#### Неоліберальна інтерпретація
Неоліберали стверджують, що гегемон бажає зберегти своє домінуюче становище, не несучи витрат на забезпечення дотримання правил, тому він створює систему, в якій він може надійно обмежити прибутки від влади (переможений не втрачає все) і надійно зобов'язується ні домінувати, ні відмовлятися від них. Це робиться за допомогою інститутів, які є стійкими (важко змінити, зручніше продовжувати використовувати, ніж реформувати). Ці інститути сприяють гегемону, але забезпечують захист і стабільний світовий порядок для решти світу. Чим відкритіший цей світовий порядок, тим менша ймовірність появи претендента на гегемонію. З занепадом гегемона інститути не вмирають автоматично, оскільки вони були побудовані таким чином, щоб приносити користь усім зацікавленим сторонам; натомість вони починають жити власним життям (див. теорія режиму). 

### Критика
У своїй книзі «Після гегемонії» (After Hegemony), опублікованій у 1984 році, Кеохане використовував ідеї нової інституційної економіки, щоб довести, що міжнародна система може залишатися стабільною за відсутності гегемона, тим самим спростувавши теорію гегемоністської стабільності. Кеохане показав, що міжнародне співробітництво може підтримуватися завдяки постійній взаємодії, прозорості та моніторингу. Ці фактори можуть зменшити трансакційні витрати та надати інформацію про інші держави (наприклад, чи держави обманюють чи роблять внесок).   стверджує, що міжнародна співпраця є стійкою навіть після гегемонії, оскільки менші держави отримують достатні вигоди, щоб бути готовими робити внесок у міжнародні інституції.
Використовуючи ідеї історичного інституціоналізму, Джон Ікенберрі стверджує, що міжнародні інститути, створені Сполученими Штатами, є стійкими завдяки ефекту зворотного зв'язку, за якого створення альтернативних інститутів є дорогим для учасників. Ікенберрі також стверджує, що теорія гегемоністської стабільності не враховує типи режимів, що є важливим для розуміння того, чому демократичні гегемони, такі як Сполучені Штати, створювали інститути в періоди, коли вони були гегемонами, тоді як недемократичні гегемони в попередні епохи не створювали інституційних порядків, коли мали таку можливість. Відповідно до теорії гегемоністської стабільності, Ікенберрі стверджує, що здатність створювати інститути частково зумовлена перевагою в силі. 
Домінік Тірні стверджує, що прихильники теорії гегемоністської стабільності помиляються, вважаючи, що однополярність призводить до стабільного порядку. Він стверджує, що саме конкуренція змушує великі держави та інші країни будувати міжнародний порядок.
Марія Гавріс критикує ТГС за недосконалу концептуалізацію гегемонії.

## Період після холодної війни

### Теорія
Щодо «однополярного моменту» 1990 року, провідний експерт з теорії світових систем Крістофер Чейз-Данн пов'язав майбутній період з ТГС. Він нагадав, що гегемоністське суперництво призвело до світових воєн, і в майбутньому таке суперництво між основними державами можливе лише в тому випадку, якщо гегемонія США продовжить слабшати. Але нинішня ситуація єдиної наддержави є надзвичайно стабільною. 
Для основного напряму міжнародних відносин (далі — МВ) однополярний світ став несподіванкою. Реалісти, сформовані «двома світовими війнами та холодною війною, розуміли різницю в логіці багатополярних і двополярних систем, але, очевидно, не змогли передбачити однополярний світ, оскільки жодна з їхніх праць до кінця холодної війни не враховувала його».
Протягом кількох років після «однополярного моменту» аналітики МС переважно стверджували, що гегемоністський порядок є нестабільним і незабаром зазнає краху.  Марк Шітц був одним із перших вчених у галузі МВ, який чітко пов'язав порядок після холодної війни з ТГС: стратегія США, як він написав у 1997 році, «більш відповідає очікуванням теорії гегемоністської стабільності, ніж інші реалістичні теорії. Останні передбачають, що зусилля з збереження гегемонії будуть марними і контрпродуктивними, але не так, як теорія гегемоністської стабільності».
Лише в 1999 році з'явилася стаття, повністю і явно присвячена цій темі. Вільям Вольфорт назвав її «Стабільність однополярного світу», перефразовуючи назву книги 1964 року «Стабільність двополярного світу» засновника неореалізму Кеннета Уолтца. Вольфорт підкреслив теоретичне відставання: « [Теорія гегемонії] отримала мало уваги в дебатах про природу міжнародної системи після холодної війни. Це упущення є невиправданим, оскільки теорія має прості і глибокі наслідки для миру в міжнародному порядку після холодної війни, які підкріплені значним обсягом наукових досліджень». Першою перешкодою, з якою зіткнулися дослідження в галузі міжнародних відносин після холодної війни, була математична — скільки полюсів дає два мінус один:
Багатополярна ідея, заснована на закінченні холодної війни та відступі Радянського Союзу від своєї імперії, ніколи не мала сенсу з арифметичної точки зору. Якимось чином два мінус один не дорівнювало одному у високій математиці міжнародної політики. Натомість, це дорівнювало щонайменше трьом — США, Японії та Європі. А може, навіть п'яти, з Радянським Союзом і Китаєм. 
Немає доказів того, що вчені з міжнародних відносин співпрацювали з кафедрою математики і, ймовірно, працювали самостійно. У 1997 році Майкл В. Дойл підсумував шість років розрахунків: ми заявляємо, що новий світовий порядок існує, «і тепер ми повинні запитати, що ми маємо на увазі». Два полюси мінус один можуть дати один, три, чотири, п'ять і навіть нуль полюсів. Дойл дійшов висновку про невизначену кількість «багатьох» полюсів. Математичний прорив стався два роки по тому у вищезгаданій роботі Вольфорта: у 1990 році дві держави були визнані полярними державами. «Одна зникла. Новий полюс не з'явився: 2 - 1 = 1. Система є однополярною». Стаття Вольфорта, на думку Стівена Уолта, проклала теоретичний шлях. 
У наступному десятилітті дослідження в галузі міжнародних відносин тимчасово перейшли до однополярної або гегемоністської стабільності, яка замінила баланс сил як центр інтенсивних дебатів серед вчених-міжнародників. Чарльз Купчан, який з 1991 року очікує на швидке закінчення гегемонії США, у 2003 році погодився, що ця гегемонія є причиною нинішнього миру та стабільності. 
До початку 2000-х років Джек С. Леві та Вільям Томпсон дотримувалися основної реалістичної парадигми, згідно з якою гегемонічна стабільність є теоретично неможливою, оскільки інші держави будуть протидіяти їй. Однак до кінця десятиліття обидва зайнялися пошуком причин нинішньої гегемонічної стабільності. У 2009 році студент і послідовник Уолтца Крістофер Лейн зізнався: «Однак, як показують події, доля попередніх гегемонів не спіткала Сполучені Штати». У 2010-х роках все більше вчених-міжнародників визнали гегемонічну стабільність теорією, яка найбільше відповідає періоду після холодної війни.
Цікаво, що один із класиків ТГС, Гілпін, заперечував існування гегемонії після холодної війни і ніколи не застосовував цю теорію до цього періоду. У 2002 році Гілпін посилався на деяких вчених, які визначають сучасну систему як гегемоністську. Однак «менш оптимістичні спостерігачі» заперечували, що двополярна система була витіснена «хаотичним, багатополярним світом п'яти або більше великих держав». Проголошення «нового світового порядку» він пов'язав із закінченням війни в Перській затоці в 1991 році, хоча проголошення засвідчено з 1990 року, а війна в Перській затоці вважалася першим випробуванням вже існуючого нового світового порядку.

### Застосування

#### Сполучені Штати
Хоча теорія гегемонної стабільності приписується роботі Кіндлбергера 1973 року, а реалістичний мейнстрім відкидав її протягом трьох десятиліть, кілька вчених після Другої світової війни теоретизували про перевагу США в силі, що ідентично за своїми аргументами гегемонній стабільності. Подібні аргументи зустрічалися в літературі про американську зовнішню політику до обіцяного Дональдом Трампом у 2017 році миру через силу.
Троє вчених описали, як гегемонна система, очолювана США, створює стабільність у ХХІ столітті: Сполучені Штати роблять свою владу безпечною для світу, а натомість світ погоджується жити в рамках гегемонної системи, підтримуючи формальні або неформальні альянси та відкриті ринки. Сполучені Штати мали вплив на перехід багатьох країн до вільного ринку через такі інституції, як Міжнародний валютний фонд та Світовий банк (див. Вашингтонський консенсус).
Цікаво, що на піку антигегемоністської кризи 2003 року світова громадська думка залишалася дуже прогегемоністською та переконаною в гегемоністській стабільності. Переважна більшість людей у більшості опитаних країн вважали, що світ був би небезпечнішим місцем, якби існував суперник американської наддержави. 64% французів, 70% мексиканців та 63% йорданців думали саме так.
Мережа альянсів США, створених на початку Холодної війни, залишається незмінною в період після Холодної війни, а кількість членів НАТО майже подвоїлася. Коли НАТО налічувало лише 16 членів, його вже називали найуспішнішим альянсом в історії. Станом на 2023 рік воно налічує 30 членів. Точна кількість союзників США у всьому світі не визначена, оскільки немає чітких критеріїв для підрахунку неофіційних оборонних партнерств. Бредлі А. Тайєр нараховує 84; Макс Островський — понад 100. 130 країн або навіть більше розміщують бази США. Більшість із цих країн є або формальними союзниками, або неформальними партнерами в обороні.
Через п'ятнадцять років після закінчення холодної війни Тайєр розрахував гегемонну стабілізацію: зі 192 країн 84 є союзниками Америки, і вони включають майже всі розвинені економіки. Це сукупне співвідношення ВВП майже 17 до 1, що є великою зміною порівняно з часами холодної війни, коли таке ж співвідношення було приблизно 1,8 до 1. Ніколи раніше в історії жодна країна не мала стільки союзників. Островський окреслив політико-економічне правило, яке, за його словами, має дуже мало винятків: країни з номінальним ВВП на душу населення вищим за середній світовий показник формально чи неформально об'єднуються зі Сполученими Штатами.
Це не союзи у Вестфальському сенсі, що характеризуються непостійністю та балансуванням сил; радше це гегемоністська система римського типу. Більшість держав світу розміщують гегемоністські бази, багато з них частково покривають витрати на їх утримання («підтримка країни-господаря»), інтегрують свої стратегічні сили під гегемоністським командуванням, вносять 1-2% свого ВВП в інтегровані сили та спрямовують військові, економічні та гуманітарні внески на випадок гегемоністських кампаній по всьому світу. Фактично, ці держави, деякі з яких нещодавно стали великими державами, масово відмовляються від свого стратегічного суверенітету на користь гегемоністської стабільності.

### Зовнішнє балансування
Хоча концентрація гегемоністських блоків є переважною, антигегемоністські військові союзи не формуються. Жодна сила не вплутується у військовий союз проти Сполучених Штатів. «Жодна контргегемоністська коаліція не сформувалася, і жодної немає на горизонті». Єдина видима закономірність у відносинах між Москвою та Пекіном з кінця 1950-х років полягає в тому, що цієї закономірності немає. Немає жодних доказів того, що вони хочуть перетворити своє стратегічне партнерство на військовий союз, і багато доказів свідчать про те, що вони цього не роблять.

#### Китай
Більшість аналітиків досі вважають Сполучені Штати лідерами світу, як в економічному плані, так і за військовою потужністю. Завдяки цим багатим ресурсам і могутності світ залишається «єдиною наддержавою». Однак багато аналітиків передбачають появу нових гігантів, які загрожують гегемонії США. Ці гіганти, стверджують вони, створюють нові центри сили по всьому світу, і світ стає все більш багатополярним. З цих нових гігантів найбільшим конкурентом Сполучених Штатів є Китай, оскільки він швидко зростає, «не маючи рівних у сучасній історії». Історично склалося так, що приклади занепаду гегемонії трапляються у двох основних секторах: армія провідної держави та її економіка. Обидві сфери мають вирішальне значення для аналізу зміни структури влади.
Маючи найвищий валовий внутрішній продукт за паритетом купівельної спроможності, Китай створює значний виклик економічній першості США, особливо з огляду на очікування, що, за даними Бюджетного управління Конгресу, державний борг США може різк о зрости до 717% ВВП до 2080 року. Більше того, цей борг фінансується значною мірою Китаєм за рахунок купівлі казначейських облігацій США. З іншого боку, економічна могутність Китаю, не обмежуючись, але включаючи індустріалізацію та модернізацію, швидко зростає завдяки високому споживанню та зростанню іноземних інвестицій. Як зазначається у «Глобальних тенденціях 2025», піднесення Китаю та Індії до статусу великої держави поверне кожній з них «позиції, які вони займали два століття тому, коли Китай виробляв приблизно 30 відсотків, а Індія – 15 відсотків світового багатства».
До 2018 року Майкл Беклі нарахував сотні книг і тисячі статей, які передбачають занепад США, піднесення Китаю та багатополярного світу, і окреслив спільний для цих праць елемент – усі вони спиралися на валові показники могутності, такі як ВВП або військові витрати. Це ті самі показники, які робили Китай наддержавою протягом століття його приниження (1839-1911). Вони відображають велику чисельність населення, але не враховують витрати на соціальне забезпечення — витрати, які країна сплачує, щоб забезпечити це населення їжею, охороною здоров'я, соціальним забезпеченням, поліцією, адміністрацією та освітою. Віднімаючи ці витрати від валових показників, ми отримаємо чисті показники. Беклі пропонує враховувати ВВП на душу населення, точніше помноживши його на загальний ВВП. Згідно з цим чистим показником, Китай все ще значно відстає від США.
У 1992 році Ендрю Л. Шапіро запевняв щодо США: З військами, що діють за кордоном у понад п'ятдесяти п'яти країнах, «військові сили настільки розтягуються, що наближаються до точки розриву». Після трьох десятиліть «наближення до точки розриву» адміністрація США схвалила рекордний бюджет національної оборони мирного часу у розмірі 813 мільярдів доларів Тим часом, продовжив Шапіро у 1992 році, Китай користується перевагами, індустріалізуючи свою армію, використовуючи своє багатство. Військовий бюджет Китаю зростає, а війська розширюються. Десятиліття потому Стівен В. Мошер наполягав на тому, що Китай нарощує свої збройні сили, «щоб зламати Америці спину в Азії та таким чином покласти край пануванню Америки як єдиної наддержави у світі».
Щодо військового розвитку в Китаї, то до 2022 року, за оцінками, Китай накопичить від 350 до 400 ядерних боєголовок, що трохи перевищує «форс-де-фрапе» Шарля де Голля та в 15 разів менше, ніж арсенал США. Різниця в засобах доставки ще більша. Станом на 2023 рік Китай ще не представив свій перший міжконтинентальний бомбардувальник, найдальші китайські бомбардувальники Xian H-6 можуть досягати лише Гуаму.
Станом на 2023 рік Китай має два застарілі авіаносці типу «Кузнецов». Коли Китай придбав перший, аналітики припускали, що він слугуватиме туристичною пам'яткою, як колись радянські авіаносці «Київ» та «Мінськ». Китайський антигегемоністський виклик подібний до горизонту — ніколи не наближається.
Крім того, багато хто стверджує, що Китай має симбіотичні стосунки зі Сполученими Штатами. Якщо Сполучені Штати занепадуть, цілком ймовірно, що Китай також опиниться під загрозою. Джон Гулік зазначає, що процвітання Китаю «глибоко вкорінене в рамках принципу «Китай виробляє та позичає, США позичають та витрачають»». Економічна взаємозалежність Китаю випливає з того факту, що він є державою-виробником, а не державою-споживачем. Економіка Китаю є експортно-багатою, оскільки її рушійною силою є «заходи з переробки експорту».Структура, що залежить від експорту, може серйозно загальмувати економічне зростання, якщо попит на китайський експорт зменшиться через чергову економічну кризу в Сполучених Штатах. Окрім економічної взаємозалежності, Китай може зіткнутися з додатковими перешкодами для своїх гегемонних прагнень, такими як внутрішня політична нестабільність, погіршення стану навколишнього середовища, проблеми охорони здоров'я та демографічні тенденції.

#### Росія
Більш ревізіоністською виглядала Росія за часів Володимира Путіна. Він неодноразово звертався до міжнародної спільноти з антигегемоністським порядком денним, стверджуючи, що гегемонія після Холодної війни є нестабільною: «Після розпаду біполярності на планеті у нас більше немає стабільності». Ключові міжнародні інституції ігноруються Сполученими Штатами та їхніми західними союзниками. Вони застосовують силу проти суверенних держав. Замість того, щоб врегулювати конфлікти, вони сприяють їх ескалації, замість демократії та свободи вони підтримують дуже сумнівну громадськість, починаючи від неофашистів і закінчуючи ісламськими радикалами, а замість стабільних держав вони породжують хаос, спалахи насильства та низку потрясінь. «Односторонній диктат» призводить до нестабільності.
Російська зовнішня політика за Путіна неухильно ставала дедалі агресивнішою, що завершилося вторгненням Росії в Україну у 2022 році. Сполучені Штати відповіли санкціями та військовою допомогою Україні. Цю відповідь США деякі чиновники та експерти розкритикували як маніпуляцію умиротворенням. Тімо С. Костер, який служив у НАТО на посаді директора з оборонної політики та можливостей, розкритикував: «У Європі відбувається різанина, і найсильніший військовий альянс у світі тримається осторонь від цього». Філіп Брідлав, відставний чотиризірковий генерал ВПС США та колишній SACEUR, заявив, що Захід «віддав ініціативу ворогові». НАТО не зробило жодної спроби стримати Москву загрозою військової сили, як висловився інший експерт. Тим не менш, відповіді США в поєднанні з аналогічними заходами союзників НАТО та українського опору було достатньо, щоб відкинути російські війська на більшості фронтів і, станом на 2023 рік, зменшити російські завоювання до регіонів з проросійською більшістю.

## Перевірка на історичних доказах

### Ускладнення
Першою складністю перевірки Теорії гегемонної стабільності (ТГС) на історичних доказах є відсутність аргументів для перевірки. Світова гегемонія є безпрецедентною. Вільям Волфорт наголошував, що ми живемо в першій у світі гегемонній системі. Навіть провідний реалістичний опонент HST погодився з цим питанням: домінуюча сила без суперників, які кидають їй виклик, — це позиція без прецеденту. Отже, Волт зробив висновок у 2009 році, що ще немає консенсусу щодо загального впливу гегемонії. Це явище є нещодавнім і ще не отримало сталої теоретичної уваги.
Більше того, історичні дослідження міжнародних відносин залишаються євроцентричними, і Європа не відчувала загальноєвропейської гегемонії з часів падіння Риму. Світ під час Pax Britannica був багатополярним, а не гегемонічним, і цей період характеризується гегемонним суперництвом, а не стабільністю. Ранні сучасні європейські держави, які в деяких роботах називають гегемонічними, такі як Нідерланди, Іспанія та Португалія, були навіть менш гегемонними, ніж Британія. Гілпін зазначав, що Португалія та Нідерланди домінували лише в торгівлі. Сучасна Європа до 1990 року ніколи не була гегемонною системою, яка за визначенням має лише одну неперевершену державу.
Продукт євроцентричних досліджень, теорія гегемонної стабільності була такою ж теорією про нестабільність. У циклічній схемі за гегемонною стабільністю слідував би насильницький перехід гегемонної влади до конкурентів, що зростають (Гілпін, Модельскі, Органскі). Періоди експансії змінюються рівновагою, яка є «лише тимчасовим явищем у безперервному процесі міжнародних політичних змін». Органскі, поєднавши теорію гегемонної стабільності з теорією переходу влади, створив ідеальний оксюморон. Пов'язані з сучасною Європою, дослідження міжнародних відносин виявило сумнівних гегемонів, вивело з цих випадків парадигму неминучого падіння гегемона та нав'язало її Сполученим Штатам:
Один із залізних уроків історії полягає в тому, що великі держави, які прагнуть гегемонії, завжди стикаються з протидією – і зазнають поразки – від зусиль противаги інших держав. Однак серед американської спільноти зовнішньої політики панує переконання, що Сполучені Штати звільнені від долі гегемонів.